# Alcazaba y Murallas del Cerro de San Cristóbal
La alcazaba, castillo y murallas del Cerro de San Cristóbal de la ciudad española de Almería es uno de los conjuntos monumentales y arqueológicos andaluces más importantes de la península ibérica. Sus casi mil años de historia nos han permitido conocer la evolución experimentada en la arquitectura civil y militar durante la dominación árabe en Al-Ándalus, debido a su construcción en diferentes fases y épocas, como el castillo y torres de época bajomedieval cristiana (siglos XV-XVI), así como el origen y evolución de la ciudad (con un perímetro en total de toda la fortificación, según la Oficina de Turismo de Almería, de 1430 metros, contabilizando el castillo bajomedieval, la alcazaba conservada en la actualidad y el resto de murallas exteriores).
Situadas en un cerro aislado, la Alcazaba es una sólida y extensa fortaleza con murallas de más de tres metros de anchura y cinco de altura, formando un recinto cerrado sobre sí mismo, pero conectado con los lienzos de la Muralla que configuran y dan sentido a su propio desarrollo, dentro de una unidad más compleja, como es la fortificación de la ciudad, en el que el barranco de la Hoya y el cerro de San Cristóbal mantiene una conexión directa con la Alcazaba, tanto física como visual, creando un conjunto de extraordinaria magnitud. La Alcazaba-castillo queda al sur conectada con la ciudad, y al norte el Cerro de San Cristóbal, que termina por definir un espacio único, de indudable interés cultural.
En el año 2010 la Fábrica Nacional de Moneda y Timbre - Real Casa de la Moneda de España, como parte del «Programa Capitales de Provincia y Ciudades Autónomas» acuñó en la moneda de 5 euros correspondiente a Almería una imagen de este monumento.
Es una de las ciudadelas mejor conservadas en la actualidad, siendo la segunda alcazaba árabe más extensa de la península ibérica en lo concerniente a su recinto de construcción de época musulmana y la segunda de cuantas se conservan en la actualidad.

## Descripción

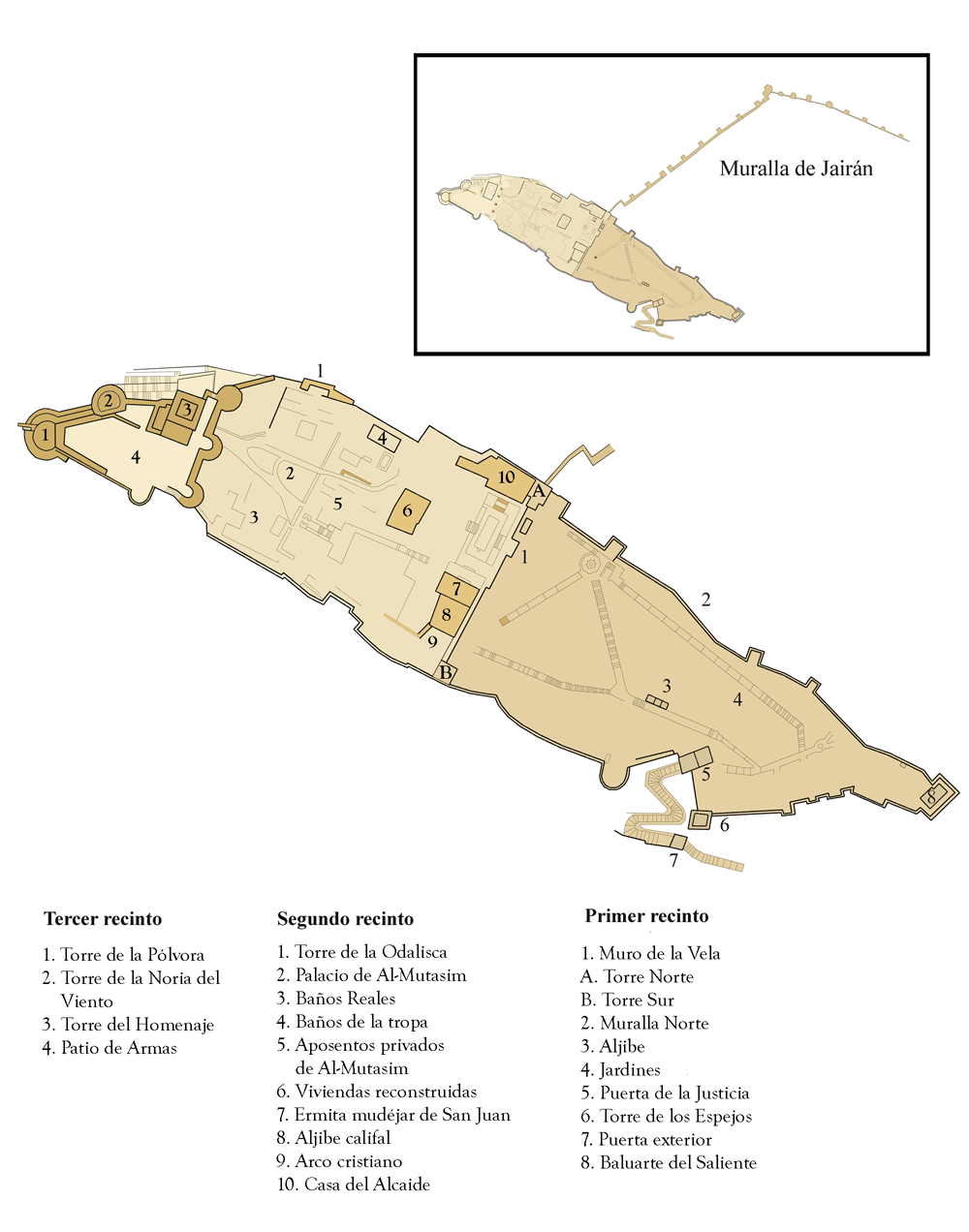
Plano del conjunto defensivo de la Alcazaba y la Muralla del Cerro de San Cristóbal.

El entorno que describe a este Bien de Interés Cultural, denominado «Conjunto Monumental de la Alcazaba de Almería y Murallas del Cerro de San Cristóbal», comprende las parcelas, inmuebles, elementos y espacios públicos y privados comprendidos dentro de la línea de delimitación que figura en el plano de delimitación del entorno afectado. Dicho entorno delimitado, en líneas generales, no se encuentra muy alterado ya que se trata del Barranco de la Hoya, que es un amplio espacio sin ningún tipo de edificación, que refuerza la imagen de la Alcazaba y Murallas. El resultado, según la Oficina de Turismo de Almería, es un entorno poligonal de tendencia cuadrangular, con una superficie de 37,652 hectáreas (hoy no conservado completo), cuyo eje, en dirección este-oeste, queda constituido por la Hoya, y que la convierten, según estas dimensiones, en la segunda alcazaba de mayor extensión de las construcciones árabes en época musulmana de la península después de Badajoz (8 hectáreas en su actual recinto y más de 50 hectáreas en su antiguo cerco). El área del recinto de la alcazaba conservada en la actualidad (sin las murallas exteriores) es de 2,5 hectáreas incluyendo el recinto del siglo XV.

## Historia

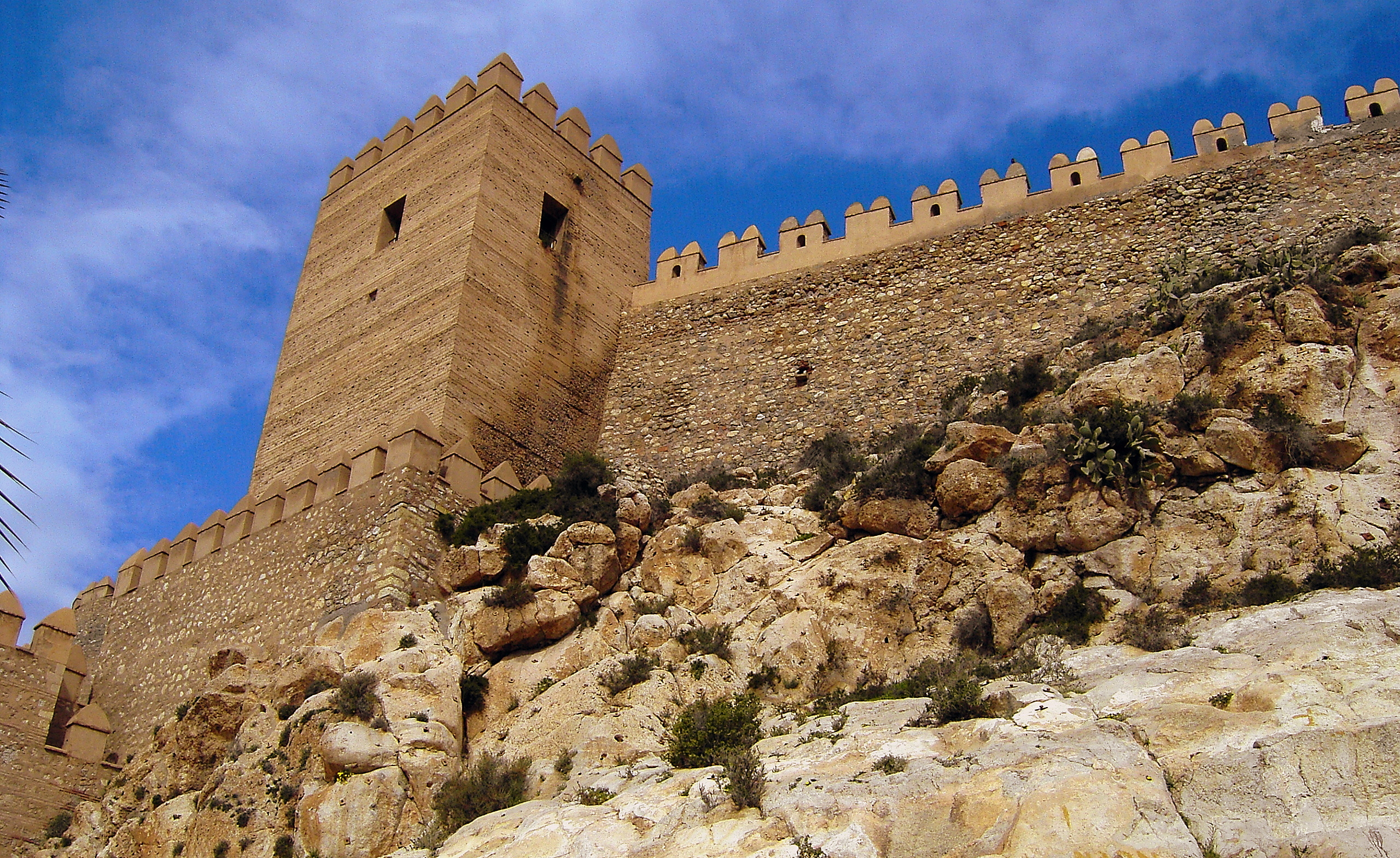
Vista general.

La ciudad de Almería, actualmente ubicada en la comunidad autónoma de Andalucía, España, fue fundada en el siglo X por el califa Abderramán III como atalaya defensiva de la ciudad prominente en ese momento, Bayanna, actual Pechina, (de ahí el nombre en árabe Al-Mariyya Bayāna المرية بيانة). La ciudad tenía un castillo fortaleza o alcazaba y una muralla que rodeaba toda la medina y los arrabales. La Alcazaba es uno de los puntos de interés turístico más emblemáticos de Almería, junto a la Catedral. Es visible desde cualquier punto de la ciudad, sobre todo su imponente Torre del Homenaje, y de visita muy agradable.
Fue en el año 955 cuando el primer califa de Al-Ándalus, Abd al-Rahman III, mandó construir la Alcazaba sobre los restos de una fortaleza anterior. Se utilizaría la piedra arenisca procedente de una cantera cercana, a la postre conocida como las Canteras Califales. El recinto cuenta con tres partes diferenciadas: dos de origen y estilo árabe y una posterior, cristiana.
El noble castellano-aragonés Andrés Mateo de Guardiola y Aragón que fuera mayordomo mayor del infante-duque Enrique de Aragón y Pimentel, habían sido enviados por los Reyes Católicos durante la guerra de sucesión castellana para hacerle frente al rebelado Diego López Pacheco, II marqués de Villena, y una vez conquistado su castillo de Jumilla por el mayordomo mayor Guardiola, este fue nombrado alcaide del mismo y simultánemamente fue designado como capitán general de las Fronteras de Jumilla y del Marquesado de Villena, ambos cargos desde el 15 de marzo de 1475.
El capitán general Andrés de Guardiola pasaba largo tiempo recorriendo a lo largo de la frontera granadina para vigilar una inminente invasión musulmana o para aprovechar cualquier debilidad fronteriza para atacar durante la guerra de Granada entre 1482 y 1492, y hacia 1487 atacó, venció y apresó al capitán moro Malique Alabez, alcaide nazarí de la Alcazaba de Almería, llevándolo hasta la fortaleza jumillana. Finalmente el 26 de diciembre de 1489 tuvo lugar la capitulación de Almería, pasando a la soberanía castellana.
El último proyecto de fortificación de la Alcazaba de Almería data de 1836, en el contexto de la Primera Guerra Carlista, por miedo a que se extendiera el conflicto a esta zona. Una vez acabado el conflicto, el edificio caería en el desuso y abandono.

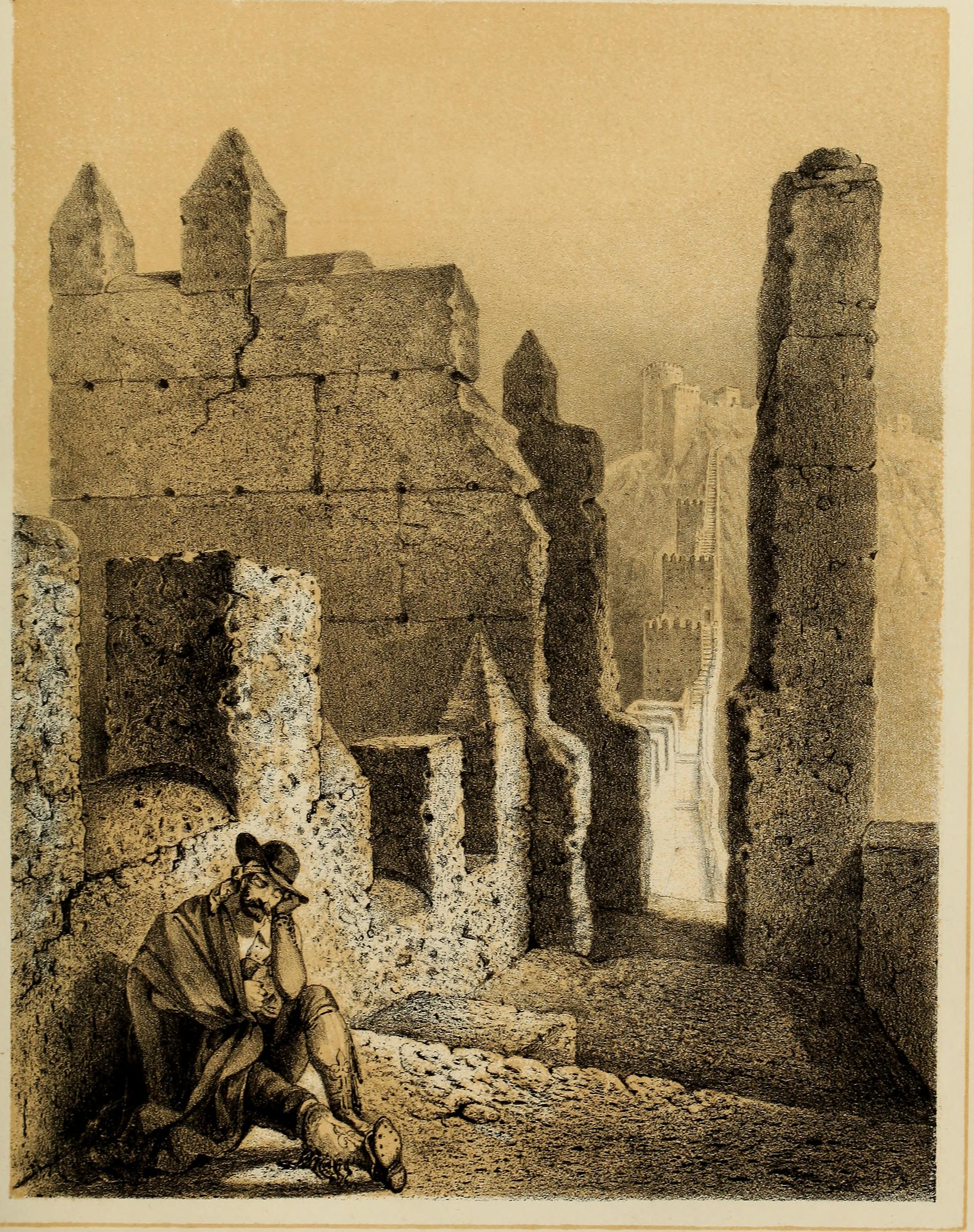
Vista de la Alcazaba desde las murallas, en un grabado de 1850.

Fue en 1855 cuando se publicó un Real Decreto con fecha de 26 de mayo, y al amparo de la conocida como Desamortización de Madoz, que permitía la demolición tanto de la Muralla como de la Alcazaba, ya que la ciudad de Almería había dejado de ser plaza fuerte, por lo que el conjunto defensivo había dejado de tener una importancia estratégica y, a partir de entonces estorbaba a nivel urbanístico. La mayor parte de la Muralla fue destruida, aunque la Alcazaba corrió lo que hoy se llamaría mejor suerte, y no encontró un postor que estuviera interesado en invertir en los materiales de construcción que se podrían haber extraído, aunque no así en los terrenos, ya que el propio Ministerio de la Guerra no aprobaba la construcción a esta altura. Si bien hubo defensores de la conservación de diferentes elementos, como la Puerta de Purchena, por su valor ornamental, a nadie pareció importarle el destino de la Alcazaba.
Hacia 1890, el conjunto de la Alcazaba se encontraba en estado de ruina parcial, según el por entonces arquitecto municipal Trinidad Cuartara, lo que provocó que se desprendiera un trozo de muralla y de la torre de la pólvora, matando a un hombre e hiriendo a una vecina. A finales del mismo año, se derribaron una serie de aspilleras y las coronaciones de la zona más cercana de la muralla, a un coste de 1 155,50 pesetas de la época, a los que habría que sumar las 125 que ganó el arquitecto por sus honorarios. Cuatro años más tarde comenzó a surgir el interés por la conservación e investigación del emplazamiento y en 1908 se instaló una antena emisora de radio fabricado por Telefunken, que perduraría hasta 1939. y que establecería comunicación con el fuerte de Victoria Grande en Melilla.

### Obras de restauración

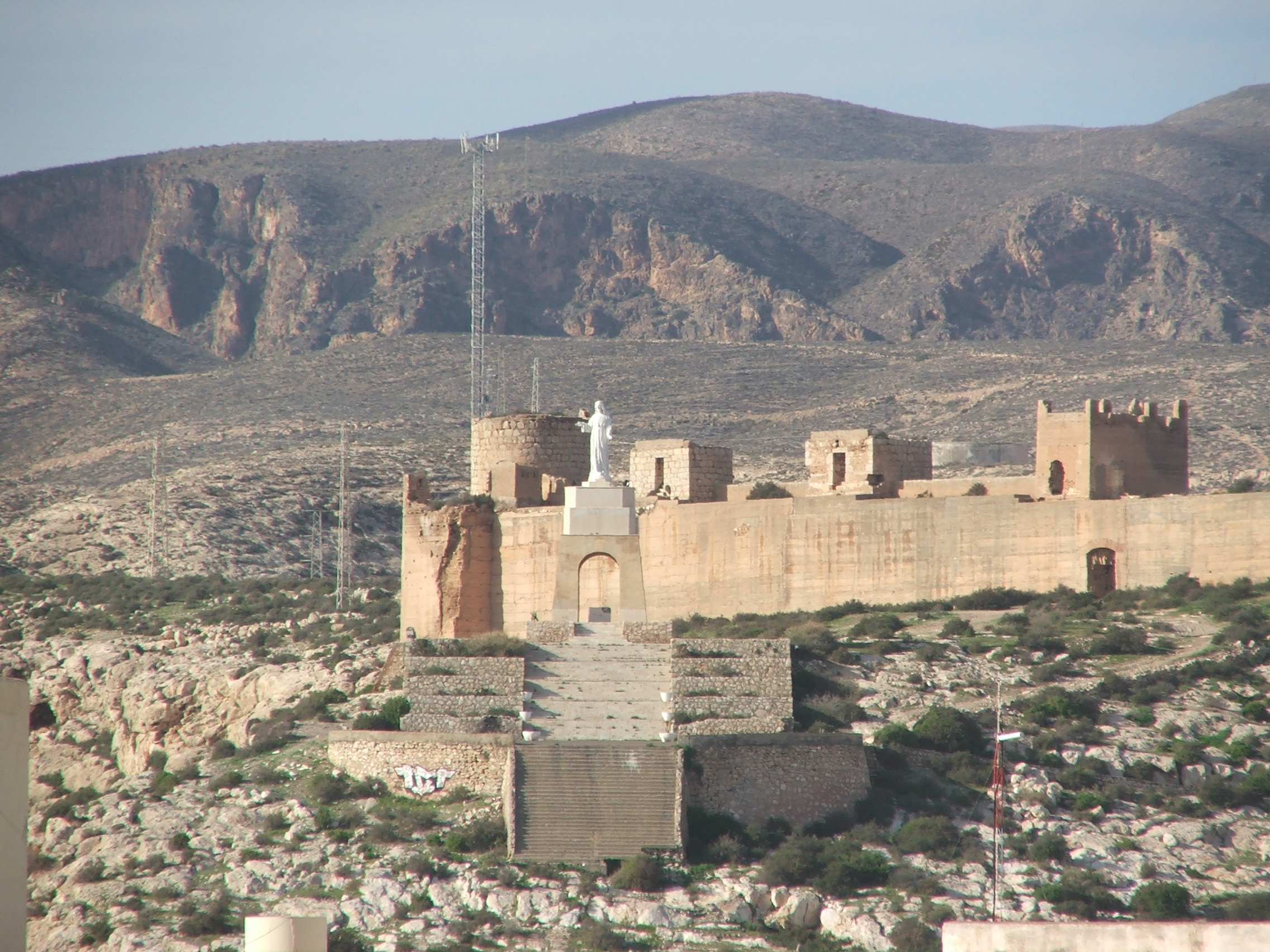
La imagen del Cristo recortada sobre la Muralla.

Hacia la década de los años 1930, Leopoldo Torres Balbás sentó las bases del estudio histórico, aunque su proyecto se vio truncado por el inicio de la guerra civil española. Afortunadamente, terminó el conflicto armado sin resultar apenas dañada por esta. No fue sino hasta el año 1940, al poco tiempo de acabar la contienda, cuando se empezaron a realizar trabajos de restauración en este lugar. Un año más tarde, Francisco Prieto-Moreno, quien una vez fue el conservador de la Alhambra, se puso al mando de estas primeras obras; no fue sino hasta 1970 cuando abandonó el puesto. Durante este periodo, lideró las intervenciones para realizar los actuales jardines del Primer Recinto y la Casa del Alcaide, además de obras de otra clase, tales como consolidaciones del terreno, excavaciones, restauraciones, ajardinamiento y los accesos.
Entre los años 1951 y 1954, se realizó la segunda campaña de excavación, centrada en el área palaciega del conjunto y fue la primera intervención arqueológica realizada sistemáticamente, siendo utilizada una metodología específica. El responsable de estos trabajos fue F. Ochotorena, con colaboraciones esporádicas de Luis María Llubiá, Martín Almagro y A. Arribas. Después de varias intervenciones de limpieza, trabajos de documentación de las ruinas y la realización del inventario de gran parte del material arqueológico, producidos entre 1986 y 1987, siendo Lorenzo Cara el responsable, en 1989 se intervino en la zona más al norte de la zona privada del palacio, el área de servicio y los baños públicos. Poco más tarde, entre los años 1993 y 1995, se realizaron otros trabajos, que estuvieron adscritos a la quinta fase del proyecto de restauración, esta vez dirigido por el arquitecto Ramón de Torres. Estas excavaciones fueron centradas en la muralla septentrional, en el sistema de canalización del agua y en los accesos al Primer Recinto, y fueron dirigidas primero por Domingo Ortiz, y Carmen Mellado, posteriormente. Durante estos años, la imagen de la alcazaba y su restauración fue utilizada por el gobierno franquista con un fin propagandístico.
La mayoría de los objetos y restos arqueológicos hallados en el Conjunto se encuentran depositados en el Museo de Almería, si bien es cierto que algunas de las piezas recuperadas en la primera intervención se trasladaron al Museo de la Alhambra.
En los últimos años se está llevando a cabo un trabajo para impedir el deterioro de la piedra arenisca con la que fue construida la Alcazaba a través de la nebulización de pequeñas partículas de cal sobre la piedra.

## La Alcazaba-castillo

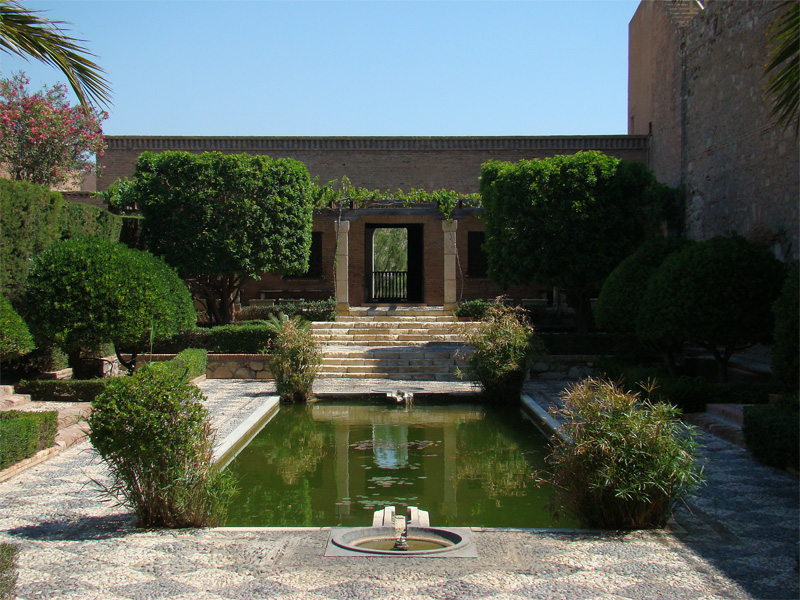
Una de las albercas de la Alcazaba.

Se cree que antes de la existencia de lo que hoy conocemos como Alcazaba, en el mismo cerro existía una rábida cuya construcción fue fechada a mediados del siglo IX, con la intención de defender los arrabales de los normandos entre los años 840 y 861. Se diseñó como una edificación de defensa ubicada dentro de la ciudad de Almería, exactamente en el norte del Casco Histórico. Una alcazaba es una ciudadela construida en varios niveles que suele ocupar toda una elevación de terreno. Tiene muros con torres de defensa, calles, casas y mezquita.
En el año 955 Abderramán III concede a Almería la categoría de medina. Es en ese momento cuando se comienza a construir la Alcazaba. Se construye también la mezquita aljama, cuyos restos son visibles en la iglesia de San Juan, y las murallas que rodean la ciudad. La Alcazaba fue una fortaleza militar y al mismo tiempo sede del gobierno. Desde este lugar se domina la ciudad y el mar. Se perfeccionó todo el conjunto y se engrandeció con Almanzor y más tarde alcanzó su máximo esplendor con Jairán, primer rey de la Taifa de Almería, entre los años 1012 y 1028.
Su entrada se encuentra en la calle Almanzor, paralela a la muralla, que lleva tras unas escaleras en zig zag rodeadas de vegetación al primer recinto del castillo, tras la Puerta de la Justicia.

### Primer recinto

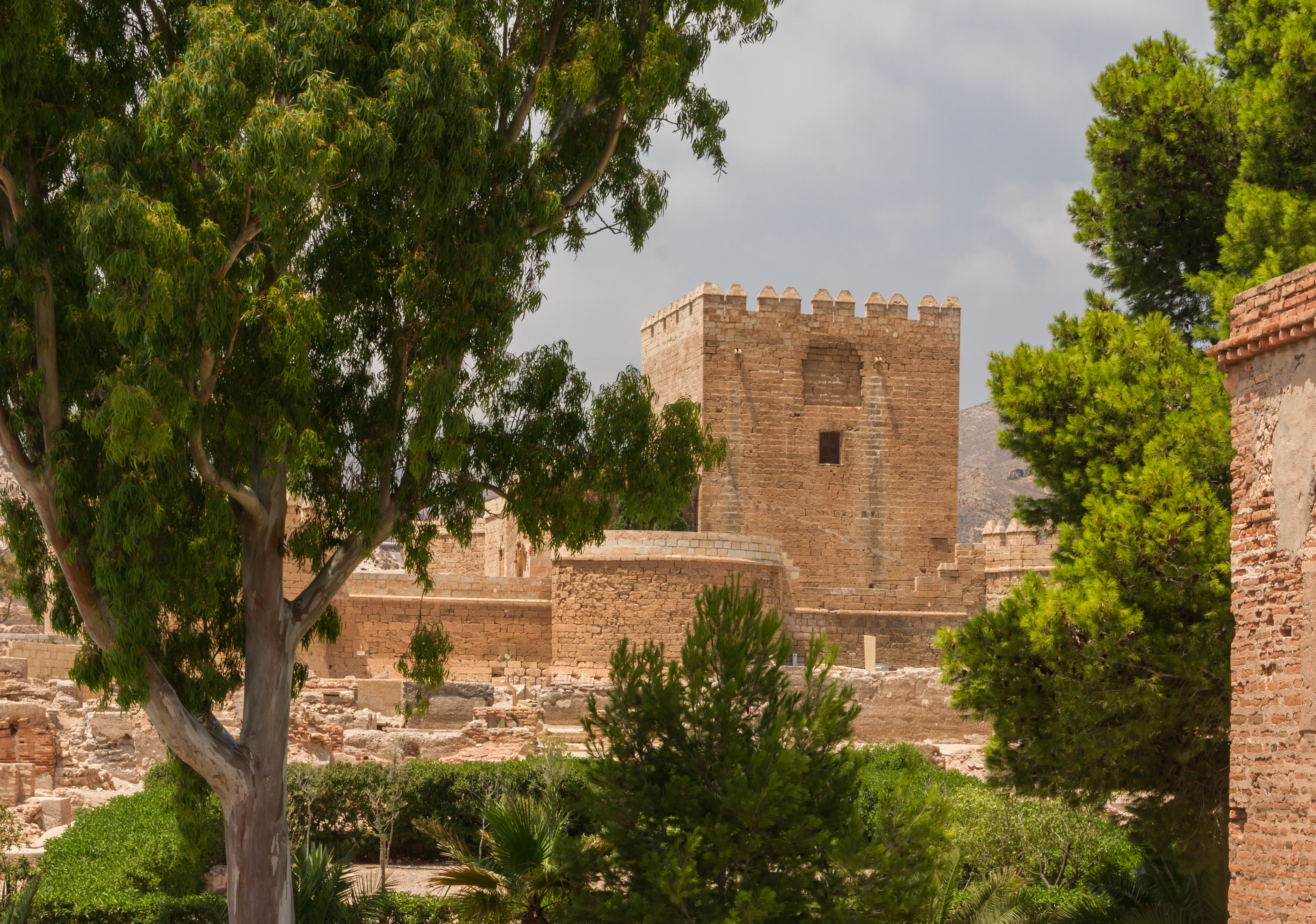
Jardines y torre de la Alcazaba.

Es un amplio lugar que corresponde a lo que fue campamento militar y refugio para la población en caso de asedio, que se dividía en dos barrios, y un pequeño cementerio. Contaba con buenos aljibes, de los cuales hoy podemos ver uno en ruinas al descubierto, y uno de los pozos que se utilizaban para subir el agua una altura de 70 metros. La entrada se realiza por la llamada Torre de los Espejos, que aloja la Puerta de la Justicia. Según la tradición, en esta torre existía un sistema de espejos cuya misión era hacer señales a los barcos que llegaban al puerto, esperando contestación, y descubriendo así a los enemigos. En el extremo más oriental está el Baluarte del Saliente, que hoy aloja las oficinas del monumento.
Hacia el año 1522 hubo un terremoto que destruyó gran parte de la ciudad, resultando este recinto gravemente afectado. Aunque se conoce el uso que se hacía de esta parcela, se desconoce por completo su aspecto original, pues no se han encontrado documentos o imágenes que describan la fisonomía interior del primer recinto. Es por esta razón por la que, a la hora de restaurar la Alcazaba, se decidió realizar una serie de jardines y ornamentos a semejanza de la Alhambra de Granada. Los suelos empedrados, los pequeños canales que recorren los desniveles del terreno con el transcurrir del agua, los setos, las fuentecillas y los árboles son elementos que se desconoce si originalmente ocupaban estos terrenos, pero que hacen más agradables las visitas.

#### Muro de la Vela
El Muro de la Vela separa el primer recinto del segundo, aunque se accede desde este último. Se llama así porque allí se levantaba la Campana de la Vela, que anunciaba varios eventos cuando tenían lugar: barcos que entraban en la bahía, peligro, fuego, etc. Fue mandado construir por el rey Carlos III. La campana reunía con su toque a los defensores de la fortaleza. En otras épocas sirvió para marcar la hora del agua a los regantes, como toque de queda y como cierre de las puertas de las murallas y salida de las patrullas. También se la oía en las noches de tormenta. Está cobijada por una cruz y tiene un nombre: Santa María la Mayor (Todas las campanas tienen un nombre propio).

### Segundo recinto

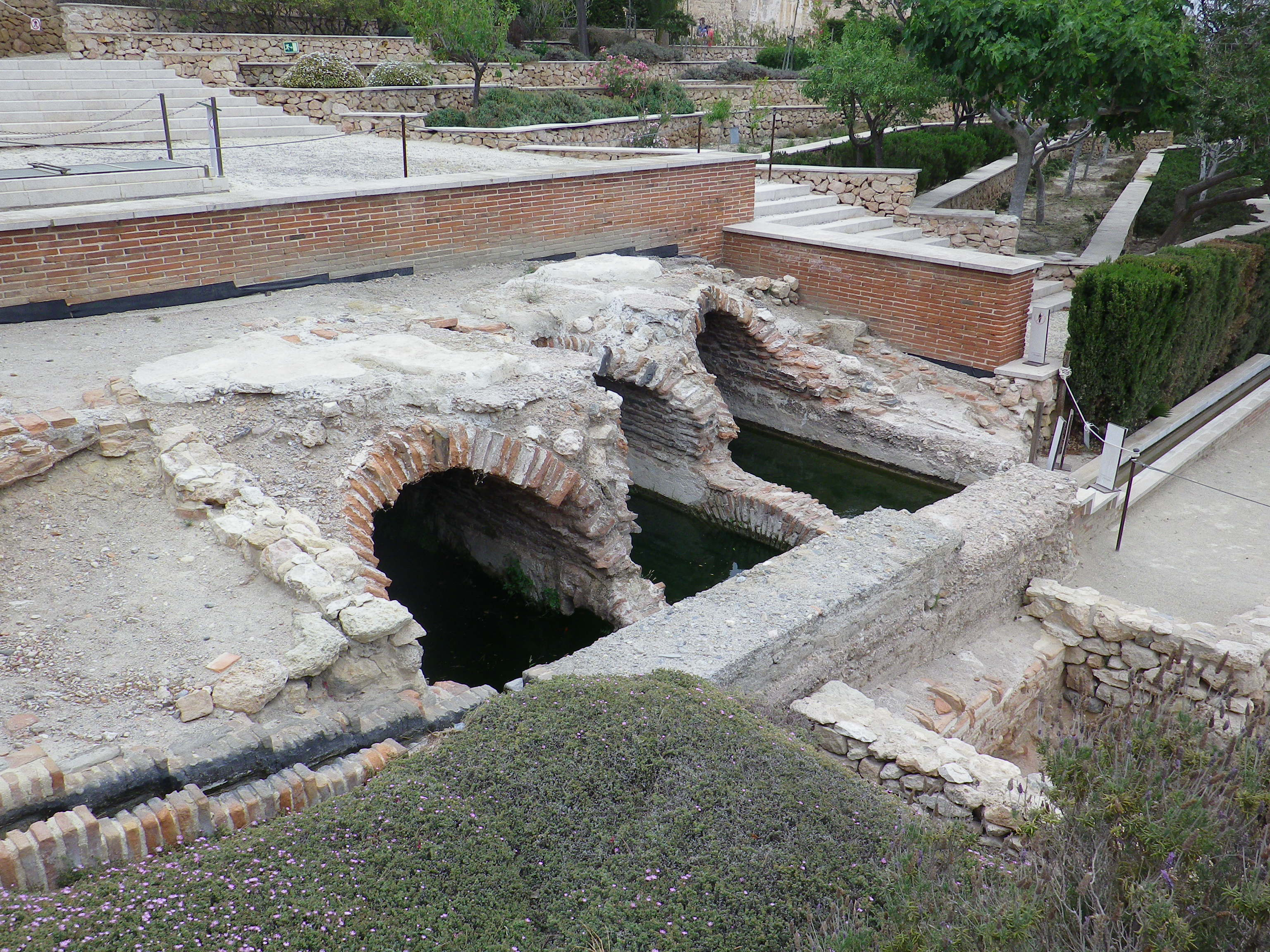
Aljibes de agua en el segundo recinto.

Era la residencia para gobernantes, guardia y servidores. En realidad era la ciudad palaciega con dependencias como mezquita, casa, baños, aljibes, tiendas, etcétera. También existen los baños de la tropa, que sigue el modelo de los baños romanos. Debido a los terremotos que asolaron la provincia en la Edad Moderna apenas quedan algunos restos en pie pero ofrece un gran yacimiento arqueológico el cual es aún hoy investigado.
Hoy, son visitables el aljibe, el Muro de la Vela, la ermita de San Juan, antigua mezquita reconvertida por los Reyes Católicos; los Baños de la Tropa, y dos reproducciones de casas originales, reconstruidas de sus ruinas durante los años 1960, y que albergan exposiciones de objetos de la época.
Desde 2020 se reanudaron las excavaciones arqueológicas en el segundo recinto llevadas a cabo por el MEMOLab de la universidad de Granada.

#### Ermita de San Juan
Fue construida entre 1490 y 1523, siendo hoy usada como un pequeño auditorio.

#### Mirador de la Odalisca

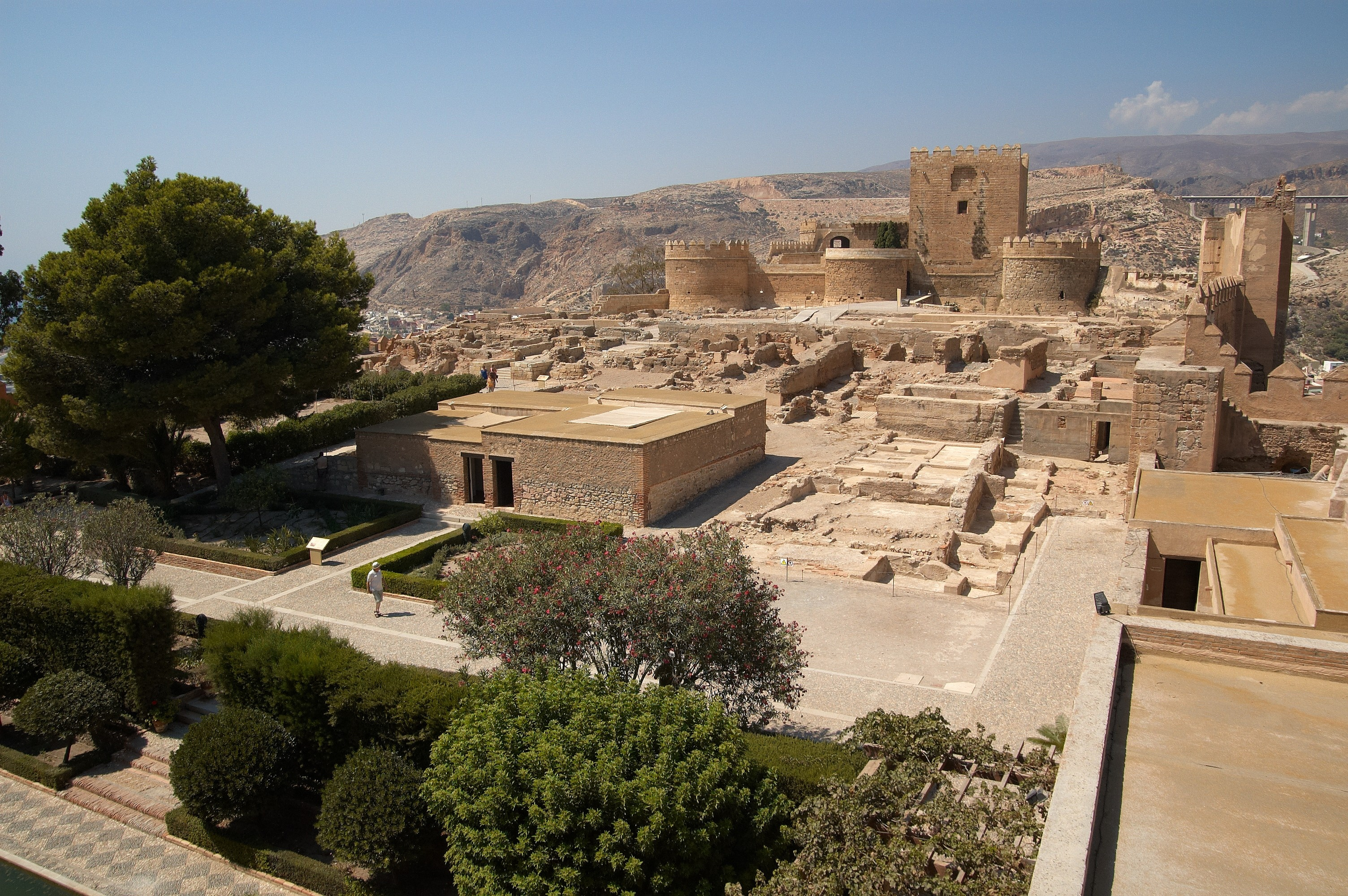
Castillo de Almería en el tercer recinto.

En el segundo recinto queda en pie una pared en su cara norte, que correspondía al palacio de Almotacín, del siglo XI, y que cuenta con dos aberturas hacia el barranco de La Hoya. Existe una leyenda referente al lugar. Antes de que este recinto se transformara en ruinas, esta era la residencia de Almotacín, en la que disponía de un harem. Una noche, esperando a su concubina favorita, de nombre Galiana, el rey quedó esperando. En realidad, ella había acudido a liberar a un preso cristiano que cantaba todas las noches a su hermosura. Cuando él se estaba descolgando por esta ventana con la ayuda de unos paños de seda que la odalisca había anudado, apareció la guardia, por lo que decidió soltarse para evitar ser apresado de nuevo, muriendo al llegar al suelo. Tras ver despeñarse a su amado, la concubina empezó a llorar en el alféizar de la ventana, muriendo de lástima poco después. Este es un relato que cuenta la dificultad de la convivencia de las dos culturas que había en la ciudad.

### Tercer recinto: el Castillo
Se trata de la parte más moderna de todo el conjunto. Tras la toma de Almería el 26 de diciembre de 1489, los Reyes Católicos mandaron construir un castillo en la parte más occidental y elevada, donde hasta ese momento se alzaba un alcázar, adaptado a las nuevas necesidades militares y a la artillería. Se empezó a construir en 1490 y se acabó en 1534, reinando Carlos I. A este espacio, protegido por tres torres semicirculares, llamadas del Homenaje, de la Noria y de la Pólvora, y un foso, se accedía a través de un puente levadizo. Se desconoce quien pudo haber sido el arquitecto de esta zona de la alcazaba, aunque su diseño atestigua que esta persona estuvo en contacto con la arquitectura defensiva renacentista castellana e incluso italiana, debido a los símiles encontrados con otras fortalezas de la época.
El interior se organiza en torno al Patio de Armas, dominado por la Torre del Homenaje. Destacan la Torre de la Noria del Viento y la Torre de la Pólvora. En el centro del patio existe un aljibe rectangular y un silo acampanado que en el pasado también sirvió como mazmorra. Los sillares con los que se construyeron los muros de este recinto están marcadas con toda clase de símbolos basados en figuras geométricas. No fueron hechas después de colocarlas, sino al momento de tallarlas. Son las firmas de las cuadrillas de canteros que las esculpieron, ya que su salario se basaba en la cantidad de piedras que eran capaces de realizar, pudiendo así identificar al creador de cada uno de los bloques. Gracias a estas huellas, hoy se piensa que algunos de estos trabajadores también colaboraron en la construcción de la Catedral de la ciudad, pues se han encontrado las mismas marcas. Se han contabilizado más de 25 marcas diferentes en todo el recinto.

#### Torre del Homenaje

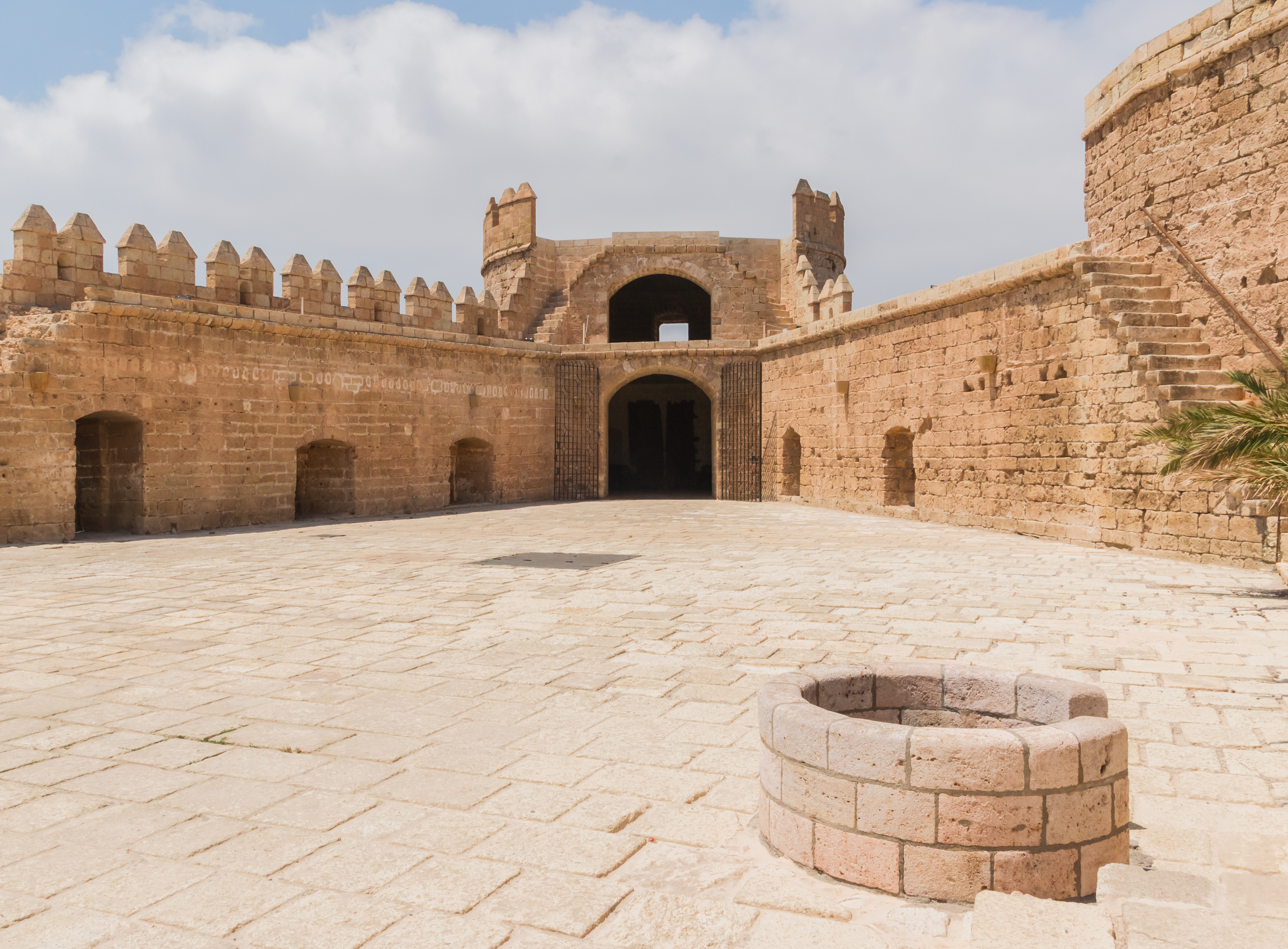
Torre de la Pólvora.

La Torre del Homenaje es la más grande de todas las que rodean el tercer recinto de esta alcazaba. A diferencia de las demás, tiene planta cuadrada y no redonda, lo que responde a su uso como residencia. En su fachada principal, el marco de la puerta está preparado para alojar el escudo de Carlos I, aunque nunca llegó a estar ahí. En su interior recogía exposiciones del Centro Andaluz de la Fotografía, hasta noviembre de 2016, dando paso a nuevas exposiciones, especialmente sobre cine.

#### Torre de la Pólvora
Situada en el extremo más occidental de la construcción, la torre de la Pólvora se usaba para almacenar los explosivos que se utilizarían en las armas de la fortaleza. Hacia 1845 se le instaló el que sería el primer pararrayos de la ciudad, como elemento de seguridad para prevenir posibles explosiones accidentales como la acaecida en 1707 por la caída de un rayo sobre esta. Para su construcción se colocaron tres puntas de platino, que fueron compradas en París a un coste de 25 francos cada una, y una aguja situada a ocho varas de altura, con el depósito de evacuación excavado en el cerro exterior. El precio final de todo el proyecto fue de 2 766 reales de vellón. Dado que las arcas municipales no podían hacer frente a tal gasto, se recurrió a las familias locales más adineradas para que realizaran donaciones a tal efecto.

## Murallas de Jayrán

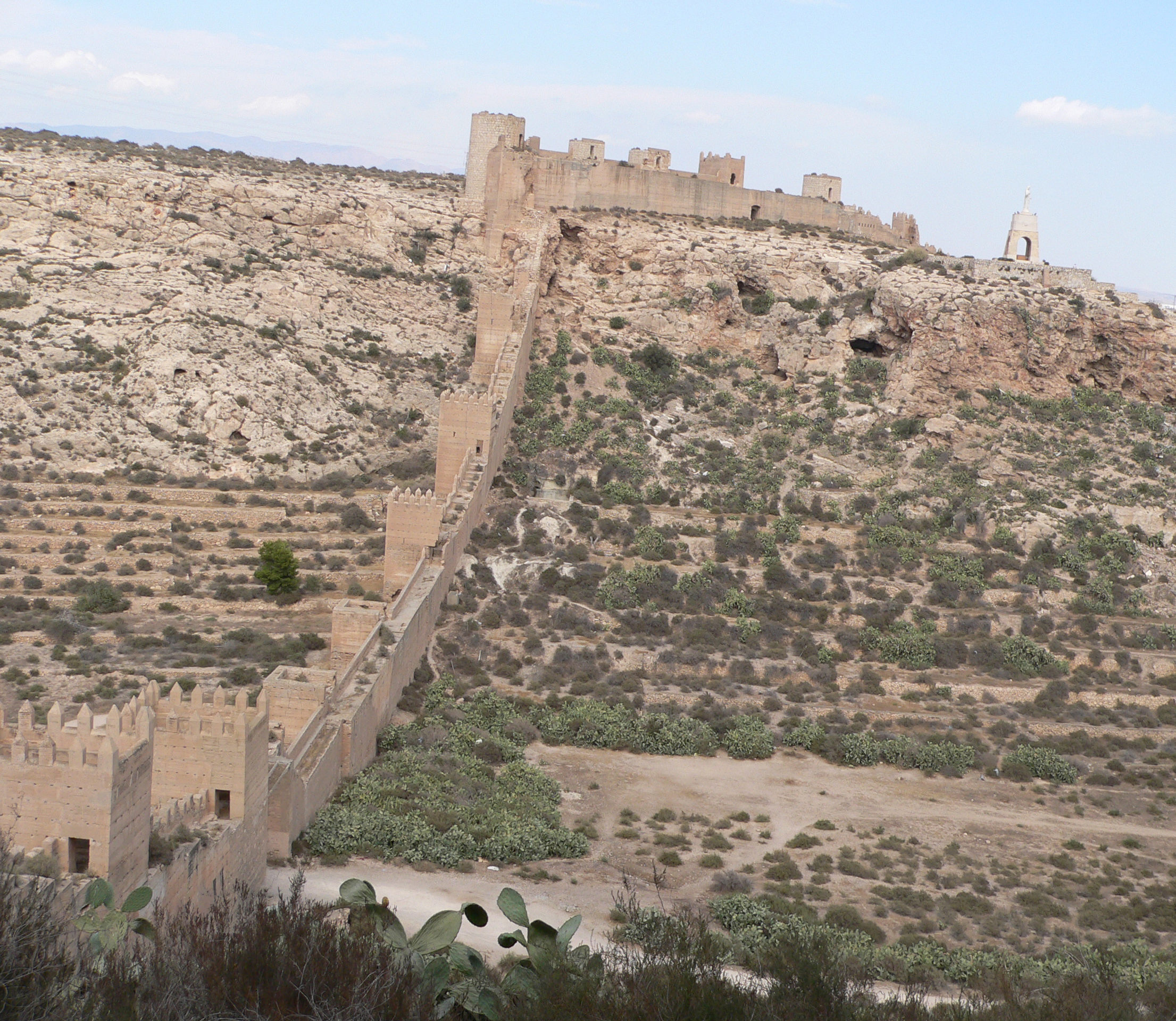
Muralla de Jayrán

La muralla del Cerro de San Cristóbal, más conocida como murallas de Jayrán, es lo que hoy permanece en pie de la antigua muralla que rodeaba toda la ciudad y fueron construidas por el primer rey de la Taifa de Almería, Jayrán. A pesar de que se han encontrado más secciones de dicha muralla en otras zonas de Almería, como en los cercanos refugios subterráneos de Almería, esta es la única parte que siempre se ha encontrado al aire libre y no ha sido descubierto posteriormente en estado de ruinas. Originalmente, su nombre era monte Laham, que en árabe significa carne. Su nombre católico procede del corto periodo en el que Almería estuvo bajo el dominio de Alfonso VII, en el que se erigió un castillo dedicado a San Cristóbal, hoy en estado de ruina progresiva. Fue erigida para proteger el antiguo barrio de La Musalla, en tiempos de Abderramán III, entre los años 1012 y 1028. La muralla, con una sección de tres metros de grosor y cinco metros de altura, cuenta con un total de siete torreones: tres de planta cuadrada de origen árabe, y cuatro de planta circular de origen cristiano, erigidas por orden de Alfonso VII en el año 1147. También permanece en pie una puerta, conocida como Puerta de la Almudaina, y que da acceso a la EEZA. Para la restauración de los torreones derruidos tras la contienda del siglo XII, se reutilizadon bolaños que se encontraban por el suelo.

### Estatua del Sagrado Corazón de Jesús

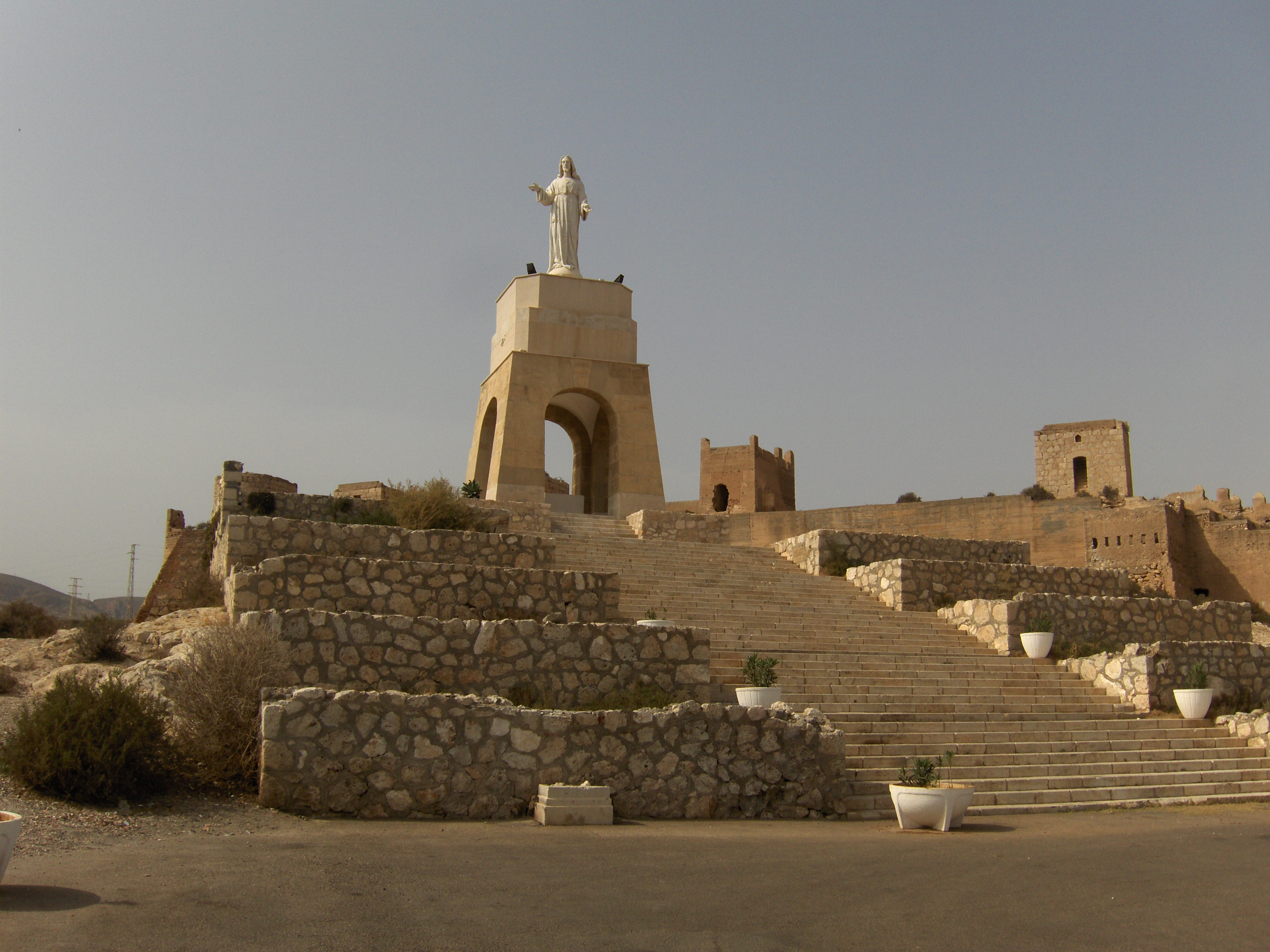
Monumento al Sagrado Corazón de Jesús en el Cerro de San Cristóbal.

Se trata de una imagen, erigida durante 1928, sito en lo más alto del Cerro de San Cristóbal. Está realizada en mármol de la localidad almeriense de Macael. Fue dinamitada nada más estallar la guerra civil española, y posteriormente reconstruida en 1944. Fue finalmente restaurada el año 2000.

## Atracción turística
La Alcazaba de Almería está considerada el principal atractivo turístico de la urbe. El 3 de junio de 1931 fue declarada como Monumento histórico-artístico, pasando su propiedad del Ministerio de la Guerra al Tesoro Artístico Nacional. Ya el 6 de junio de 1989 se crea el Conjunto Monumental de la Alcazaba de Almería, siendo transferida al ayuntamiento de la ciudad.
En la actualidad se puede visitar todos los días excepto los lunes, el 25 de diciembre y el 1 de enero. La entrada es gratuita desde 1994, tanto para los almerienses como para el resto de personas. Hasta finales de diciembre de 2018 no se realizaba entrega de entradas, pero con la llegada del año siguiente se empezaron a entregar, igualmente, sin coste alguno. El 12 de abril de 2010, la compañía municipal de transporte público SURBUS puso en funcionamiento la nueva línea 1 de bus, denominada Casco Histórico, servida por microbuses Mercedes-Benz Sprinter, que hace un recorrido por varios de los emplazamientos de mayor atractivo turístico de la ciudad, siendo la entrada a la Alcazaba una de sus paradas.
Con respecto a los periodos de mayor y menor número de visitas, el año 2011 recibió a un total de 159 681 visitantes, siendo agosto con 22 070 y diciembre con 6 498 los meses de mayor y menor afluencia, respectivamente. Las estadísticas también han mostrado que alrededor del 75% de los visitantes, 120 010, fueron españoles. Estos se dividieron en 52 263 andaluces y los demás del resto del país; 34 228 turistas llegaron de otros países de la Unión Europea y los 5 443 restantes de otros países de todo el globo. Durante el año 2013 la visitaron un total de 180 189 personas. El año 2014 registró 239 809 visitantes a lo largo del año, debido en parte a la celebración del milenio de la Taifa de Almería. En 2015 bajó la cifra a 230 236 visitantes, volviendo a subir en 2016 hasta los 281 038, su mejor año hasta la fecha. No fue sino hasta el año 2018 cuando la Alcazaba de Almería superó por primera vez los 300 000 visitantes, siendo la cifra exacta de 303 099.

## Cultura popular

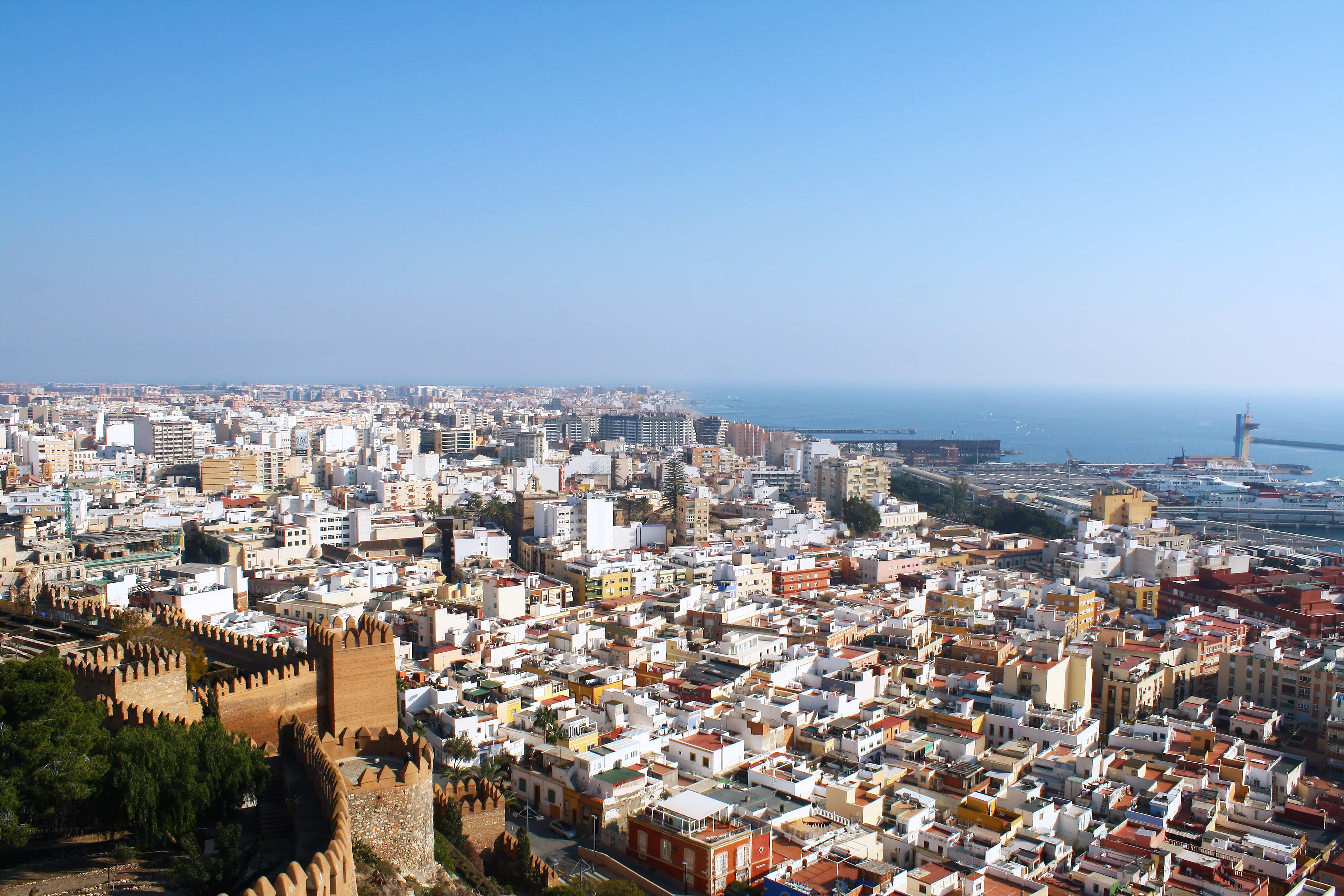
Vistas desde la Alcazaba de Almería.

Existe un dicho popular en la ciudad de Almería para exaltar la importancia de su Alcazaba cuando se la compara con la Alhambra: Alcazaba tenía Almería cuando Granada era sólo alquería.

### Escenario de cine
Como parte de la señalización turística y urbana de la Ruta del Cine de Almería, se instalaron paneles informativos con datos sobre el rodaje de la película Me has hecho perder el juicio (1973) junto a la entrada de la Alcazaba, y de Conan el Bárbaro (1982) en la base de la estatua del Sagrado Corazón, aunque esta última ha sufrido actos vandálicos y ya no está presente. En la película Indiana Jones y la Última Cruzada (1989) también se puede observar la parte exterior del monumento.
También se han rodado en la Alcazaba de Almería y sus alrededores:
- Cleopatra (1963).
- Patton (1970).
- Marco Antonio y Cleopatra (1972).
- El viento y el león (1975).
- Mega Mindy en het zwarte kristal (2010).
- Resucitado (2016).
- Juego de tronos, sexta temporada (2016).
- The Bab, documental (2017).[55]
- Wonder Woman 1984 (2020).[56]

#### Alcazaba, patrimonio de cine

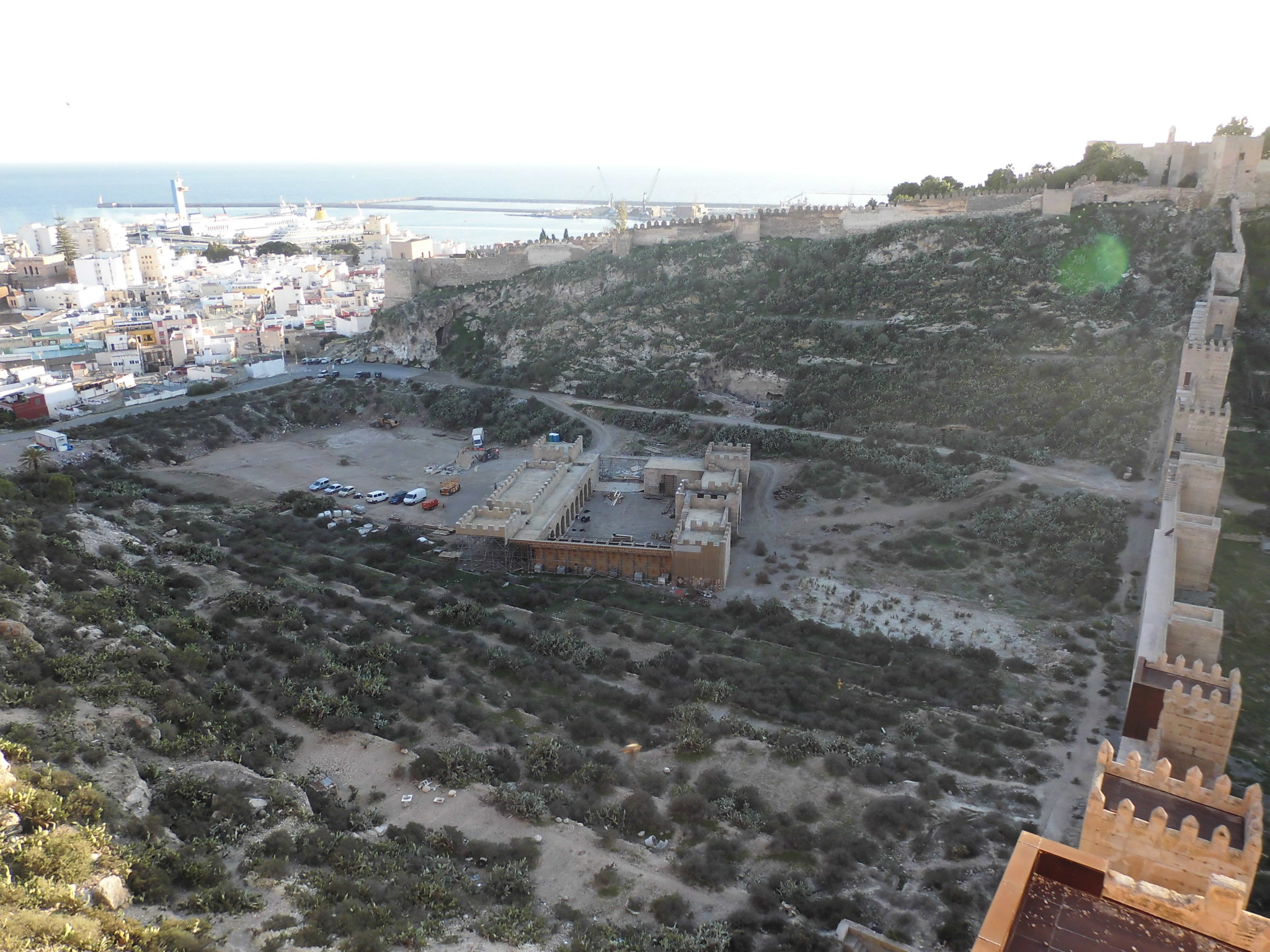
Montaje para la película Resucitado (2016), junto a la muralla de la Alcazaba.

Entre el 13 de julio de 2017 y el 28 de enero de 2018 se ubicó en la Torre del Homenaje la exposición "Alcazaba, patrimonio de cine", que ofreció al visitante atrezo original de las películas que se han grabado en el recinto. También incluyó paneles con fotografías de rodaje, planos de archivos y explicaciones y anécdotas sobre algunas de las treinta y dos producciones para cine y televisión que se han rodado en la Alcazaba o su entorno desde 1963. La muestra, que ha contado con la participación de la asociación Almeriacine en labores de documentación e investigación. Junto a la Casa del Alcaide se muestra un banco original utilizado en el rodaje de la sexta temporada de la conocida serie de HBO Juego de tronos, cuando la Alcazaba se convirtió en Lanza del Sol, la capital del reino de Dorne. De forma paralela, se puso en marcha una visita guiada con explicaciones sobre algunas de las más destacadas escenas rodadas a lo largo de los tres recintos.

## Protección
El conjunto fue declarado Monumento histórico y artístico en el año 1931, publicado en la Gaceta de Madrid el 4 de junio de 1931 reconociéndose desde ese momento su importancia histórica, arqueológica y artística.
El conjunto monumental de la Alcazaba y las Murallas del Cerro de San Cristóbal fueron declarados Bien de Interés Cultural en 1985 tras la entrada en vigor de la Ley 16/85 del Patrimonio Histórico Español, pero no fue hasta el año 2004 cuando se delimita el entorno del Bien por Decreto 83/2004, de 24 de febrero (incluyendo su amurallamiento, castillo y torres de los siglos XV-XVI). Es la segunda construcción de origen árabe más extensa de España, siendo solamente la Alcazaba de Badajoz de mayor tamaño. Situadas en unos cerros, las vistas que ofrecen de la ciudad y de su bahía son excepcionales. A su vez, la Alcazaba es visible desde el mar hasta 55 kilómetros mar adentro en días despejados.
Por lo que respecta a su entorno, hay que señalar que el espacio protegido no ha sido invadido por el desarrollo urbano, lo que ha permitido la conservación de estructuras y la obtención de datos útiles para ampliar el conocimiento de los primeros asentamientos de la ciudad.